# Recchia planaltina
Recchia planaltina là một loài bọ cánh cứng trong họ Cerambycidae.